# 二十九棕榈村 (加利福尼亚州)
二十九棕榈村（英文：Twentynine Palms），是美国加利福尼亚州圣贝纳迪诺县下属的一座城市。建市于1987年11月23日，面积大约为59.14平方英里（153.2平方公里）。根据2010年美国人口普查，该市有人口25,048人。